# 칸 쿤스 티템
칸 쿤스 티템은 울란바토르를 연고로 하는 몽골의 축구단이다. 현재 몽골 1부 리그에 참가하고 있다.